# Bolwerk (bouwwerk)

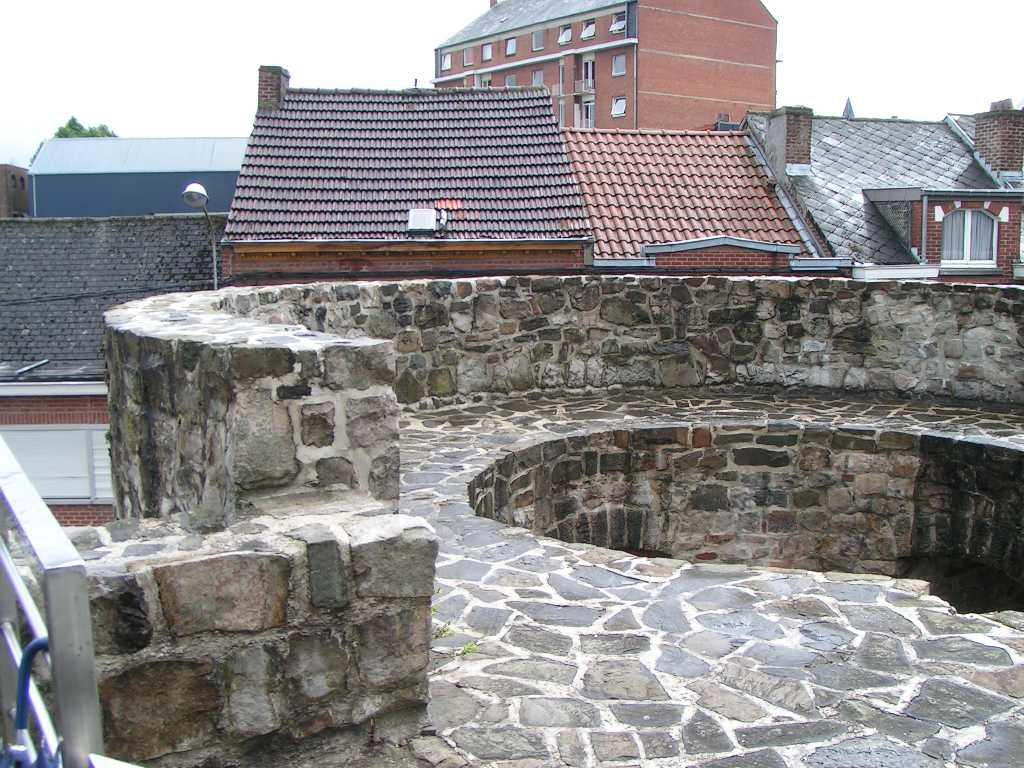
Rondeel in de Belgische stad Binche

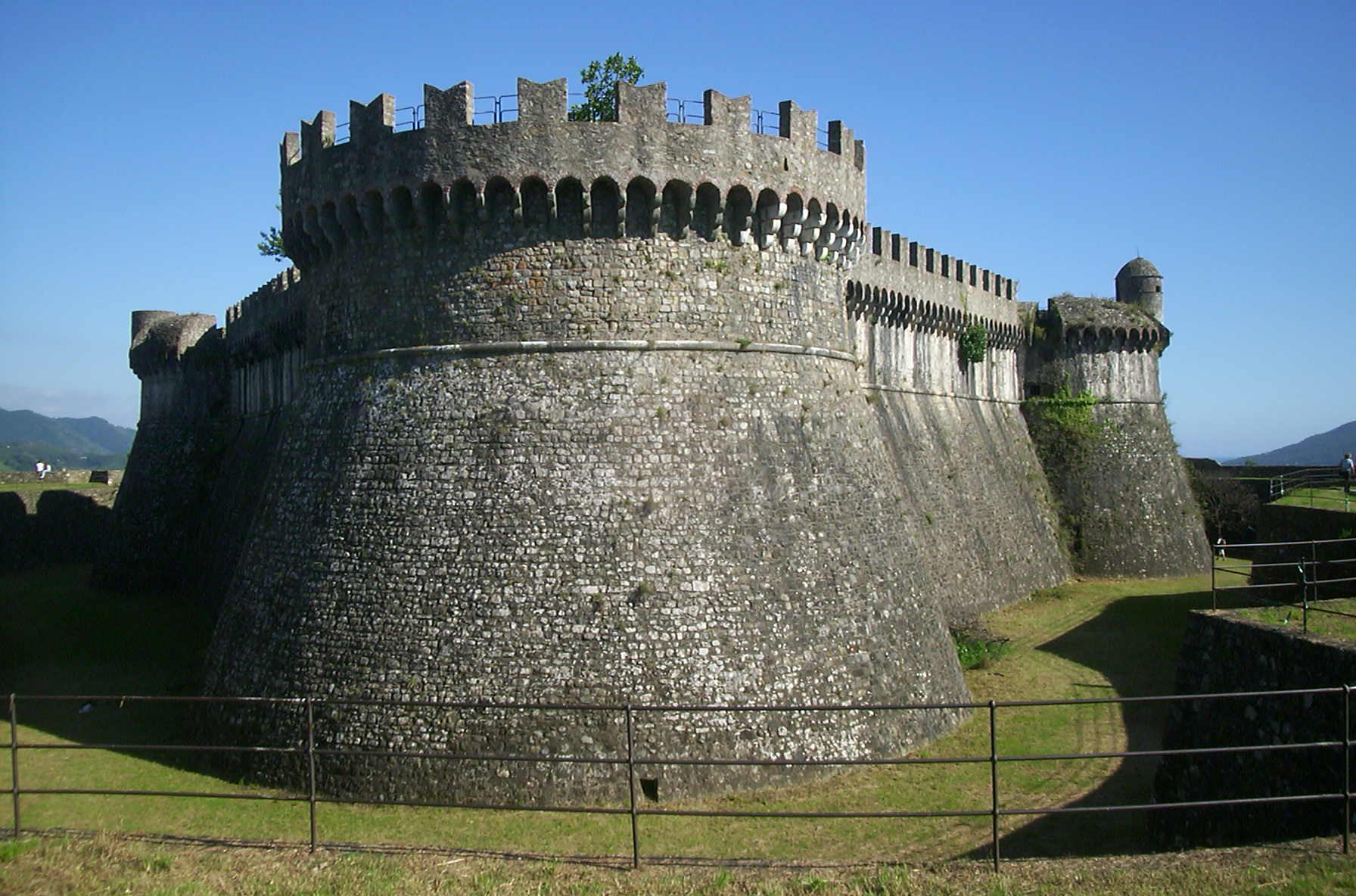
Rondelen uit de 15e eeuw aan het fort Firmafede in Sarzana (Noord-Italië)

Op de illustratie een: bastei (1), bolwerk (2) en het rondeel (3)

Een bolwerk is een uitbouw in een verdedigingsmuur of -wal van waaruit flankerend vuur kon worden gegeven. Hieronder vallen ook het rondeel en de bastei.

## Onderscheid
Het Middelnederlandse woord 'bolwerc' wordt over het algemeen gebruikt als Nederlandstalige benaming voor een bastion. In andere talen wordt vaak duidelijker onderscheid gemaakt tussen bolwerk en bastion. De term bolwerk kan men verder voor andere soorten verdedigingswerken gebruiken, bijvoorbeeld rondeel of bastei (zoals deze door Albrecht Dürer waren ontworpen). Ook een ravelijn voor een stadspoort, zoals deze weleens werden aangelegd om stadsmuren te beschermen tegen kanonvuur, worden soms aangeduid met 'bolwerk'.
Hoewel een bolwerk veel gelijkenis heeft met een waltoren is een bolwerk meestal qua oppervlak groter en uitgebreider.
Het woord kan ook in nog algemenere zin gebruikt worden om een belangrijk punt (fort of vesting) in een verdedigingslinie aan te duiden.

## In hedendaags taalgebruik
- In het Frans werd het woord 'bolwerk' overgenomen als boulevard, om daarmee een brede weg op een voormalige vestingwal aan te geven. Later werd de term ook gebruikt voor lange, brede wegen in het algemeen. In deze betekenis is boulevard weer overgenomen in het Nederlands.
- Het woord bolwerk wordt ook wel in overdrachtelijke zin gebruikt voor een organisatie of bedrijf waar voornamelijk een bepaalde groep mensen de dienst uitmaakt, zoals in "De consultancy is nog steeds een mannenbolwerk" of "Oost-Groningen is steeds minder een NCPN-bolwerk".
- 'Bolwerken' kan ook betekenen: uithouden, tot stand brengen of klaarspelen, zoals in: "Hij kon het niet bolwerken".